# 德川茂承
德川茂承（日语：／ Tokugawa Mochitsugu，1844年3月1日—1906年8月20日），日本幕末大名，紀州藩第14代也是最後一代藩主。他是第8代藩主德川重倫的弟弟松平賴謙的曾孫。

## 生平
德川茂承在天保十五年（1844年）生於江戶屋敷，是伊予西條藩第9代藩主松平賴學的第6子（一說第7子），幼名孝吉；弘化三年（1846年）改幼名為賢吉；長大後初名松平賴久。
明治十七年（1884年）7月7日，根據《華族令》敘侯爵，明治39年（1906年）8月20日因尿毒症併發症在東京麻布區飯倉町六丁目14番地（今東京都港區麻布台一丁目）住所逝世，家督之位由婿養子賴倫（田安慶賴第6子）繼承。
| 德川茂承        |                                          |                 |
| 官衔            |                                          |                 |
| 前任： 德川慶福 | 紀州藩藩主 1858年－1869年                | 廢藩置縣        |
| 貴族爵位和頭銜  |                                          |                 |
| 前任： 德川慶福 | 紀州德川家當主 1858年－1906年            | 繼任： 德川賴倫 |
| 新頭銜          | 紀州德川家侯爵 （第一代） 1884年－1906年 | 繼任： 德川賴倫 |